# 조인어스월드
조인어스월드(JOINUS WORLD)는 대한민국의 비영리단체 ‘조인어스코리아’에서 운영하는 다국어 다문화 지식 교류 커뮤니티이다.
2013년 10월 기준으로, 베타로 운영되고 있다.

## 목적
- 언어의 불편함을 겪는 외국인이 자기 모국어로 질문하면 그 언어로 답변해줌으로써, 외국인들의 지식 정보 접근성 향상과 지식을 매개로 하는 민간외교 활동 촉진.

## 특징
- 외국인의 웹접근성을 고려한 다국어 인터페이스 설계
- 상대방의 추천이나 댓글 혹은 북마크한 글 등에 실시간 이메일 알림 기능
- 직관적이고 실시간 반응하는 시스템을 통해 웹 표준성과 사용편의성 개선
- 사용자에 해당하는 언어의 글만 걸러 볼 수 있는 언어필터링 기능
- 다면적 평판시스템(활동/인기/신뢰지수)을 통해 회원 개개인의 활동에 대한 신뢰성과 투명성 확보[2]